# Lactosa

Fórmula de la lactosa.

Molécula de lactosa, descompuesta mediante hidrólisis en glucosa (2) y galactosa (1).

La lactosa es un disacárido formado por la unión de una molécula de glucosa y otra de galactosa. Se conoce  también como azúcar de la leche, ya que aparece en la leche de las hembras de la mayoría de los mamíferos en una proporción variable entre el 4 al 6%.

## Estructura y propiedades químicas

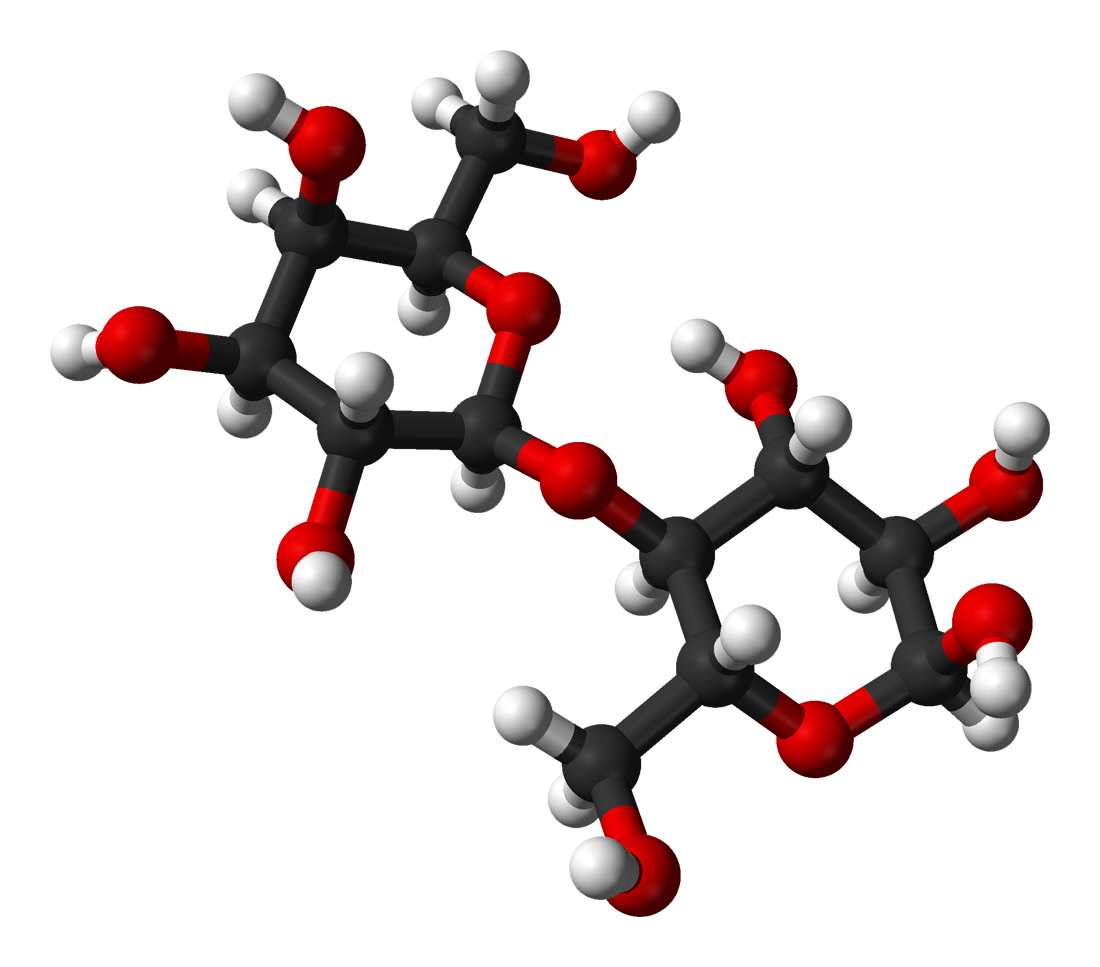
Estructura molecular de la alfa lactosa, determinada mediante cristalografía de rayos X.

Concretamente su estructura es β-D-galactopiranosil-(1→4)-D-glucopiranosa; en el enlace interviene el carbono 1 de la galactosa (en configuración beta) y el carbono 4 de la glucosa (ambos anómeros de la glucosa, α o β, pueden formar la lactosa). Al formarse el enlace entre los dos monosacáridos se desprende una molécula de agua. Además, este compuesto posee libre el hidroxilo hemiacetálico (en el carbono 1 de la glucosa), por lo que da la reacción de Benedict, es decir es un azúcar reductor.
Cristaliza con una molécula de agua de hidratación, con lo que su fórmula es: C12H22O11·H2O, por ello se la puede también llamar lactosa monohidrato. La masa molar de la lactosa monohidrato es 360,32 g/mol. La masa molar de la lactosa anhidra es 342,30 g/mol.

## Metabolismo
Su síntesis se produce por la acción de una galactosil-transferasa presente en la glándula mamaria, cuya especificidad se ve modificada por la presencia de la α-lactalbúmina, que se sintetiza específicamente como respuesta a las señales hormonales que desencadenan la lactación. Los mamíferos que no sintetizan α-lactalbúmina, como las focas, segregan una leche que no contiene lactosa.
El metabolismo de la lactosa se ha estudiado extensivamente en las bacterias lácticas, dada la relevancia económica de los productos como queso y yogur que resultan de la fermentación de la lactosa presente en la leche. La lactosa puede ser transportada por el sistema fosfotransferasa de transporte de azúcares y metabolizada por la ruta de la tagatosa-6-fosfato o alternativamente por una permeasa y metabolizada por la ruta de Leloir.

## Absorción e intolerancia
Para la correcta absorción de la lactosa es necesaria la presencia en el intestino de la enzima lactasa, una β-galactosidasa. Los mamíferos dejan de producirla tras la primera etapa de la vida, con la excepción de parte de la población humana (y de algunas razas de gatos). Estas personas son tolerantes a la lactosa, ya que el consumo de leche representó una ventaja evolutiva. La lactosa ayuda a la absorción del calcio, permitiendo la correcta mineralización de los huesos, y posee efectos prebióticos que benefician a la flora intestinal.
Cuando el organismo no es capaz de asimilar correctamente la lactosa, en función de la cantidad consumida, pueden aparecer diversos síntomas de intolerancia a la lactosa, tales como dolor abdominal, distensión, borborigmos, diarrea, e incluso estreñimiento y vómitos. No obstante, el consumo de productos lácteos por parte de personas con intolerancia a la lactosa no produce daños en el tracto gastrointestinal, sino que se limita a estos síntomas transitorios. Una gran parte de las personas que creen tener intolerancia a la lactosa no presentan en realidad malabsorción de lactosa, sino que sus síntomas se deben a la presencia de enfermedades no diagnosticadas (tales como la enfermedad celíaca, la enfermedad inflamatoria intestinal o el sobrecrecimiento bacteriano) o a una alergia a la leche, especialmente difícil de diagnosticar cuando no está mediada por IgE. Las personas sanas (sin enfermedades del intestino delgado) con deficiencia primaria o permanente de lactasa pueden consumir al menos 12 g de lactosa en cada comida (la cantidad contenida en una taza de leche) sin experimentar ningún síntoma o solo síntomas leves, y esta tolerancia mejora si la leche se consume junto con las comidas, eligiendo leche baja en lactosa, sustituyendo la leche por yogur o quesos curados, o tomando suplementos de lactasa.  Asimismo, el consumo regular de alimentos lácteos por parte de personas con deficiencia primaria de lactasa puede permitir una adaptación favorable de las bacterias del colon, que pueden ayudar a la descomposición de la lactosa, permitiendo una tolerancia progresiva y mantenida a la lactosa.

## Usos

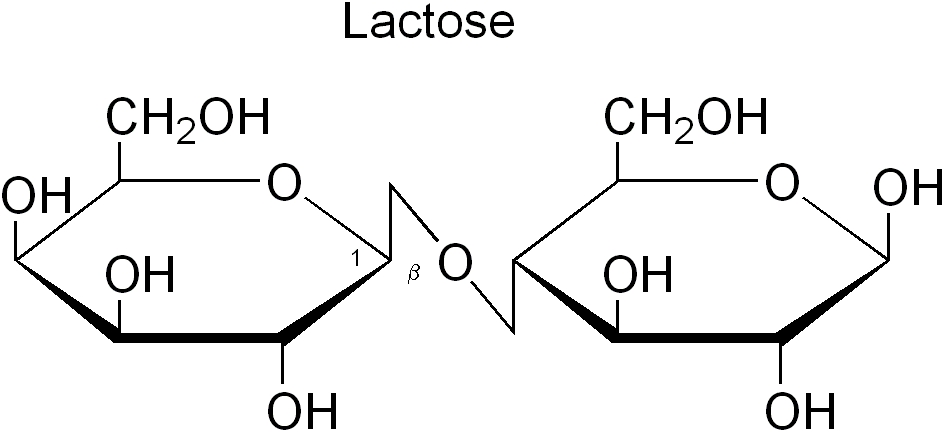
Molécula de la lactosa.

El sabor suave y sus propiedades de fácil manipulación han llevado al uso de la lactosa como portador y estabilizador de aromas y productos farmacéuticos. La lactosa no se añade directamente a muchos alimentos, porque su solubilidad es menor que la de otros azúcares utilizados habitualmente en los alimentos. Los preparados para lactantes son una notable excepción, en los que la adición de lactosa es necesaria para ajustarse a la composición de la leche humana.
La lactosa no es fermentada por la mayoría de las levaduras durante la elaboración de la cerveza, lo que puede aprovecharse. Por ejemplo, la lactosa puede utilizarse para endulzar la cerveza negra; la cerveza resultante suele llamarse milk stout o cream stout.
Las levaduras pertenecientes al género Kluyveromyces tienen una aplicación industrial única, ya que son capaces de fermentar la lactosa para la producción de etanol. La lactosa sobrante del suero de leche es una fuente potencial de energía alternativa.
Otro uso importante de la lactosa es la industria farmacéutica. La lactosa se añade a los productos farmacéuticos en tabletas y cápsulas como ingrediente debido a sus propiedades físicas y funcionales. Por razones similares puede utilizarse para diluir drogas ilícitas como la cocaína o la heroína.

## Historia
El primer aislamiento de la lactosa, llevado a cabo por el físico italiano Fabrizio Bartoletti, se publicó en 1633. En 1700, el farmacéutico veneciano Lodovico Testi publicó un folleto con recomendaciones sobre el uso del azúcar de leche para aliviar, entre otras dolencias, los síntomas de la artritis. En 1715, el procedimiento de Testi para preparar azúcar de leche fue publicado por Antonio Vallinesri. En 1780, Carl Wilhelm Scheele identificó la lactosa como un glúcido.
En 1812, Heinrich Vogel observó que uno de los productos de la hidrólisis de la lactosa era la glucosa. En 1856, Louis Pasteur cristalizó el otro componente de la lactosa, la galactosa. Para 1894, Emil Fischer había establecido las configuraciones de los monosacáridos componentes.

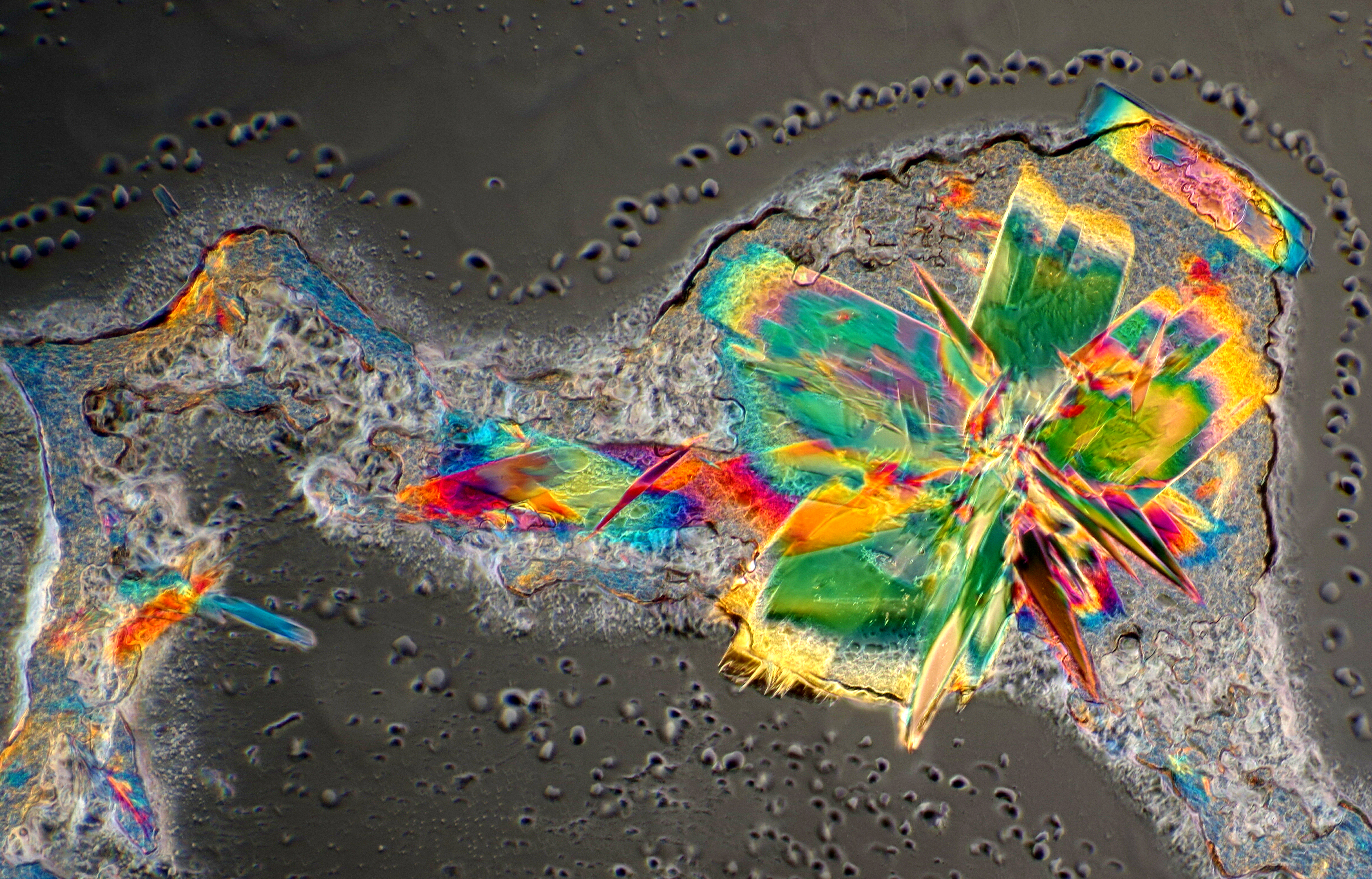
Cristales de lactosa, vistos bajo luz polarizada.